# Karl Bogdanovitch Knorring
 (janvier 2010).
Si vous disposez d'ouvrages ou d'articles de référence ou si vous connaissez des sites web de qualité traitant du thème abordé ici, merci de compléter l'article en donnant les références utiles à sa vérifiabilité et en les liant à la section « Notes et références ».
 (avril 2010).
Karl Bogdanovitch Knorring (en russe : Кнорринг, Карл Богданович, en allemand : Karl von Knorring, né le 12 août 1774 à Ratshof (de) et mort le 17 mars 1817) est un général de l'armée impériale russe issu de la noblesse de Livonie.

## Biographie
Fils de Gotthard Johann von Knorring, il entre dans la carrière militaire en 1787 comme aspirant de la cavalerie de la garde.
Il participe à la bataille de Kulm les 29 et 30 août 1813. Durant cette bataille, le général Knorring est responsable de la droite du dispositif allié et commande une division de cavalerie du 1er corps, face au général français Quiot.
Sa division de cavalerie est composée des régiments suivants : 

1. Regiment Cuirassiers Empress à 4 escadrons
2. Regiment Uhlan Tartar à 6 escadrons
3. Regiment Loubny Hussar à 2 escadrons
4. Regiment Uhlan Serpuchov à 3 escadrons
5. Sotnia de Cosaques Ilowaiski.

Au cours de la bataille Knorring est grièvement blessé.